# Несправедливість

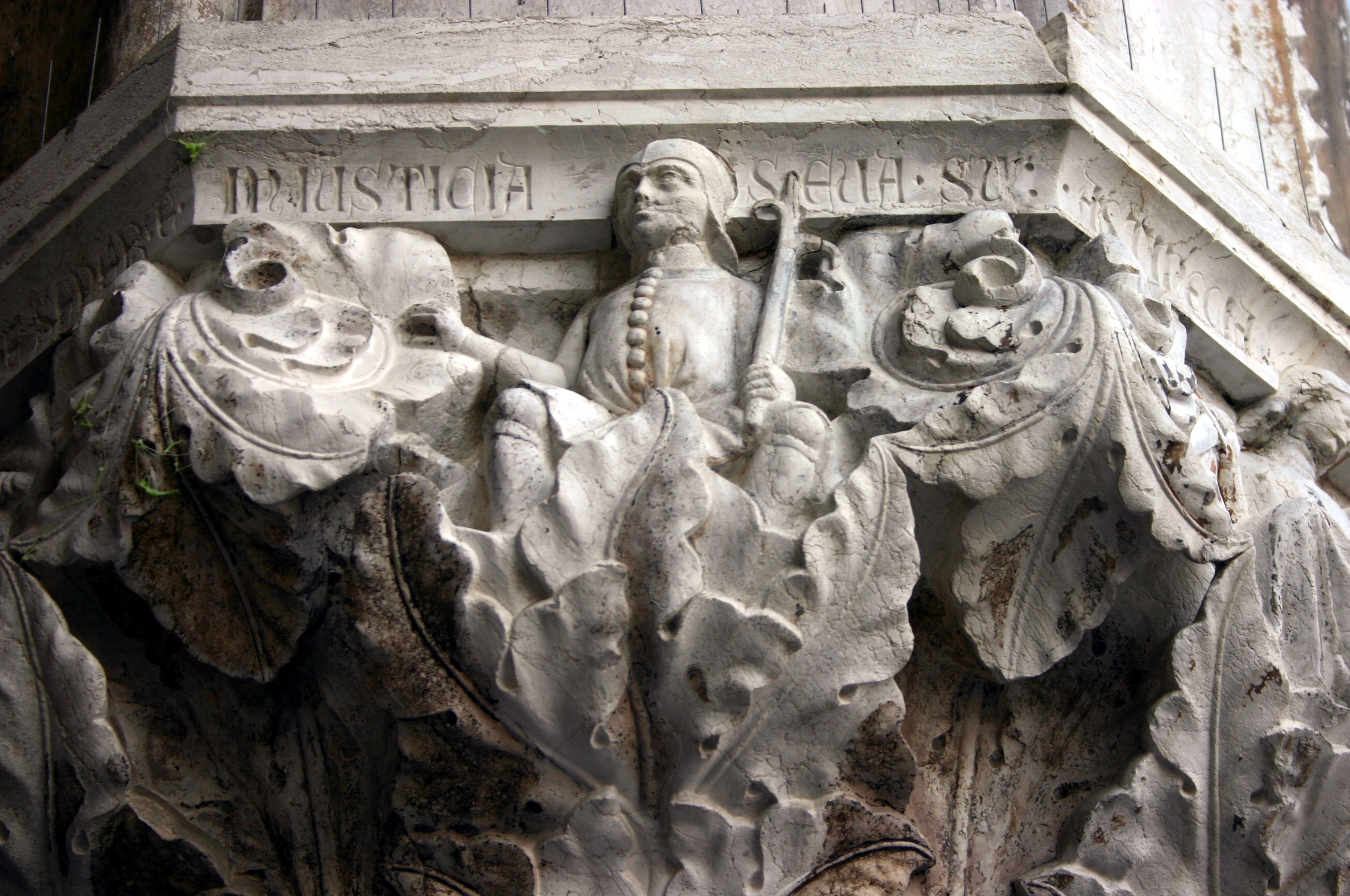
Несправедливість, одна із серії алегоричних капітелей, що зображує пороки і чесноти в Палаці дожів у Венеції

Несправедли́вість — відсутність або протилежність справедливості. Термін може бути застосований щодо окремого випадку або ситуації. Термін зазвичай стосується поганого поводження, зловживання, зневаги або посадового злочину, що залишився безкарним або санкціонованим правовою системою. Погане поводження та зловживання в окремому випадку або контексті можуть представляти системну відмову служити справі правосуддя (правовий вакуум).
Несправедливість означає грубу нерівність. Несправедливість може бути класифікована як інша система порівняно з концепціями справедливості і несправедливості інших країн. Вона може бути результатом некоректно прийнятого людиною рішення.
Платон не знав, що таке справедливість, але знав, чим справедливість не є.
Американський проект Innocence зібрав велику кількість трагічних випадків, в яких американська система правосуддя звинуватила і засудила не ту людину.
Несправедливість — термін, що стосується почуттів людей. Зоологи, що досліджували тварин не виявили у них відчуття несправедливості. Науковці досліджували 18 різних видів тварин і не виявили у них систематичних реакцій на несправедливість.
Вчені дійшли висновку, що таке відчуття виникло в людей внаслідок складніших форм співпраці.